# Mary Ellen Smith
Mary Ellen Smith, född 1861, död 1933, var en kanadensisk politiker. 
Hon var medlem i Legislative Assembly of British Columbia 1921-28 och därmed Kanadas första kvinnliga ledamot i ett lokalt parlament. Hon var talman 1928, och därmed den första kvinnliga talmannen i det brittiska imperiet. Hon var Konsultativt statsråd i British Colombias lokala regering 1921 och därmed den första kvinnliga ministern i det brittiska imperiet. 